# Roemeens voetbalkampioenschap 1929/30
In 1929/30 werd het achttiende kampioenschap in Roemenië georganiseerd. Dit keer namen er 12 regionale kampioenen deel van 11 mei tot 8 juli. Juventus Boekarest werd voor de eerste keer kampioen.

## Deelnemers
| Regio     | Kampioen                       |
| --------- | ------------------------------ |
| Arad      | Gloria CFR Arad                |
| Brașov    | Brașovia Brașov                |
| Boekarest | FC Juventus Boekarest          |
| Cernăuți  | Dragoș Vodă Cernăuți           |
| Chisinau  | Mihai Viteazul Chisinau        |
| Cluj      | Universitatea Cluj             |
| Craiova   | Oltul Slatina                  |
| Galați    | Dacia Unirea Brăila            |
| Iași      | Concordia Iași                 |
| Oradea    | Stăruința Oradea               |
| Sibiu     | Societatea de Gimnastică Sibiu |
| Timișoara | RGM Timișoara                  |

## Uitslagen

### Voorronde
| Thuisploeg                     | – | Uitploeg                | Uitslag   |
| ------------------------------ | - | ----------------------- | --------- |
| Oltul Slatina                  | – | RGM Timișoara           | 0:1 (0:0) |
| Universitatea Cluj             | – | Stăruința Oradea        | 4:0 (1:0) |
| Concordia Iași                 | – | Mihai Viteazul Chisinau | 2:4 (0:1) |
| Societatea de Gimnastică Sibiu | – | Brașovia Brașov         | 0:0       |

### Kwartfinale
| Thuisploeg           | – | Uitploeg                       | Uitslag     |
| -------------------- | - | ------------------------------ | ----------- |
| Dragoș Vodă Cernăuți | – | Mihai Viteazul Chisinau        | 4:6 (2:3)   |
| Dacia Unirea Brăila  | – | Juventus Boekarest             | 0:16 (0:11) |
| Universitatea Cluj   | – | Societatea de Gimnastică Sibiu | 7:0 (1:0)   |
| RGM Timișoara        | – | Gloria CFR Arad                | 0:1 (0:0)   |

### Halve Finale
| Thuisploeg         | – | Uitploeg                | Uitslag   |
| ------------------ | - | ----------------------- | --------- |
| Juventus Boekarest | – | Mihai Viteazul Chisinau | 4:2 (3:0) |
| Gloria CFR Arad    | – | Universitatea Cluj      | 3:0 (1:0) |

### Finale
| Thuisploeg         | – | Uitploeg        | Uitslag   |
| ------------------ | - | --------------- | --------- |
| Juventus Boekarest | – | Gloria CFR Arad | 3:0 (1:0) |